# No. 5 Collaborations Project
No. 5 Collaborations Project é um extended play lançado independentemente pelo músico britânico Ed Sheeran em meados de Janeiro de 2011. Foi o quinto e último EP lançado pelo artista na esperança de ser assinado por uma editora discográfica. Segundo o cantor, enquanto gravava o projecto, ele tinha a intenção de fazer com que cada canção soasse como saída de um musical e fez um esforço para evitar letras sobre mulheres. Musicalmente, o EP apresenta uma produção simples, e o seu conteúdo lírico aborda assuntos sérios e temas "assombrosos". Todas as canções apresentam artistas convidados que cantam no género musical grime, tais como Devlin, Wiley, P Money, Ghetts e JME. Aquando do seu lançamento, o EP foi recebido com opinião positiva pela crítica especialista em música contemporânea e conseguiu entrar na tabela de álbuns do Reino Unido e alcançar o pico dentro das cinquenta melhores posições.

## Antecedentes e desenvolvimento
Sheeran começou a gravar música em 2004 e lançou os seus primeiros projectos independentemente. A 8 de Janeiro de 2011, lançou o EP No. 5 Collaborations Project independentemente, vendendo mais de 7 mil unidades na sua primeira semana de comercialização.
"Número cinco foi um conceito. Nós queríamos fazer canções que não eram o clássico Ed Sheeran. Eu trabalhei com Wiley naquele tempo e pensamos em seleccionar colaborações com artistas de grime um pouco mais," afirmou Jake Gosling, o produtor do EP em entrevista ao programa Newsbeat da BBC Radio 1.

## Alinhamento de faixas
Todas faixas produzidas por Jake Gosling e co-produzidas por Ed Sheeran.
| N.º            | Título                                                              | Compositor(es)                                                            | Duração |  |
| 1.             | "Lately" (com participação de Devlin)                               | James Devlin · Ed Sheeran · Jake Gosling                                  | 4:32    |  |
| 2.             | "You" (com participação de Wiley)                                   | E. Sheeran · J. Gosling · Richard Cowie, Jr.                              | 3:26    |  |
| 3.             | "Family" (com participação de P Money)                              | E. Sheeran · J. Gosling · Paris Moore-Williams                            | 4:15    |  |
| 4.             | "Radio" (com participação de JME)                                   | E. Sheeran · Jamie Adenuga · J. Gosling                                   | 3:41    |  |
| 5.             | "Little Lady" (com participação de Mikill Pane)                     | E. Sheeran · Justin-Smith Uzomba                                          | 5:31    |  |
| 6.             | "Drown Me Out" (com participação de Ghetts)                         | E. Sheeran · Justin Clarke · J. Gosling                                   | 4:24    |  |
| 7.             | "Nightmares" (com participação de Random Impulse, Sway e Wretch 32) | E. Sheeran · J. Gosling · Random Impulse · Derek Safo · Jermaine Sinclair | 4:05    |  |
| 8.             | "Goodbye to You" (com participação de Dot Rotten)                   | Joseph Ellis-Stephenson · E. Sheeran · J. Gosling                         | 5:27    |  |
| Duração total: | Duração total:                                                      | Duração total:                                                            | 35:21   |  |

## Créditos e pessoal
Os créditos seguintes foram adaptados do encarte do EP  No. 5 Collaborations Project:
Gravação
- Gravado, misturado e produzido nos Sticky Studios em Surrey, Sudeste da Inglaterra;

Pessoal
| - Phillip Butah — capa - Jake Gosling — engenharia acústica, gravação vocal, mistura, produção e arranjos - Ed Sheeran — vocais principais, composição, produção e arranjos - Streaky — vocais de JME - M. Michael — gravação dos vocais de JME - James Devlin — composição, vocais - Richard Cowie, Jr. — composição, vocais - Paris Moore-Williams — composição, vocais | - Jamie Adenuga — composição, vocais - Justin-Smith Uzomba — composição, vocais - Justin Clarke — composição, vocais - Random Impulse — composição, vocais - Derek Safo — composição, vocais - Jermaine Sinclair — composição, vocais - Joseph Ellis-Stephenson — composição, vocais |

## Desempenho nas tabelas musicais
| País — Tabela musical (2011)        | Posição de pico |
| ----------------------------------- | --------------- |
| Reino Unido — UK Albums Chart (OCC) | 46              |